# サッシュ

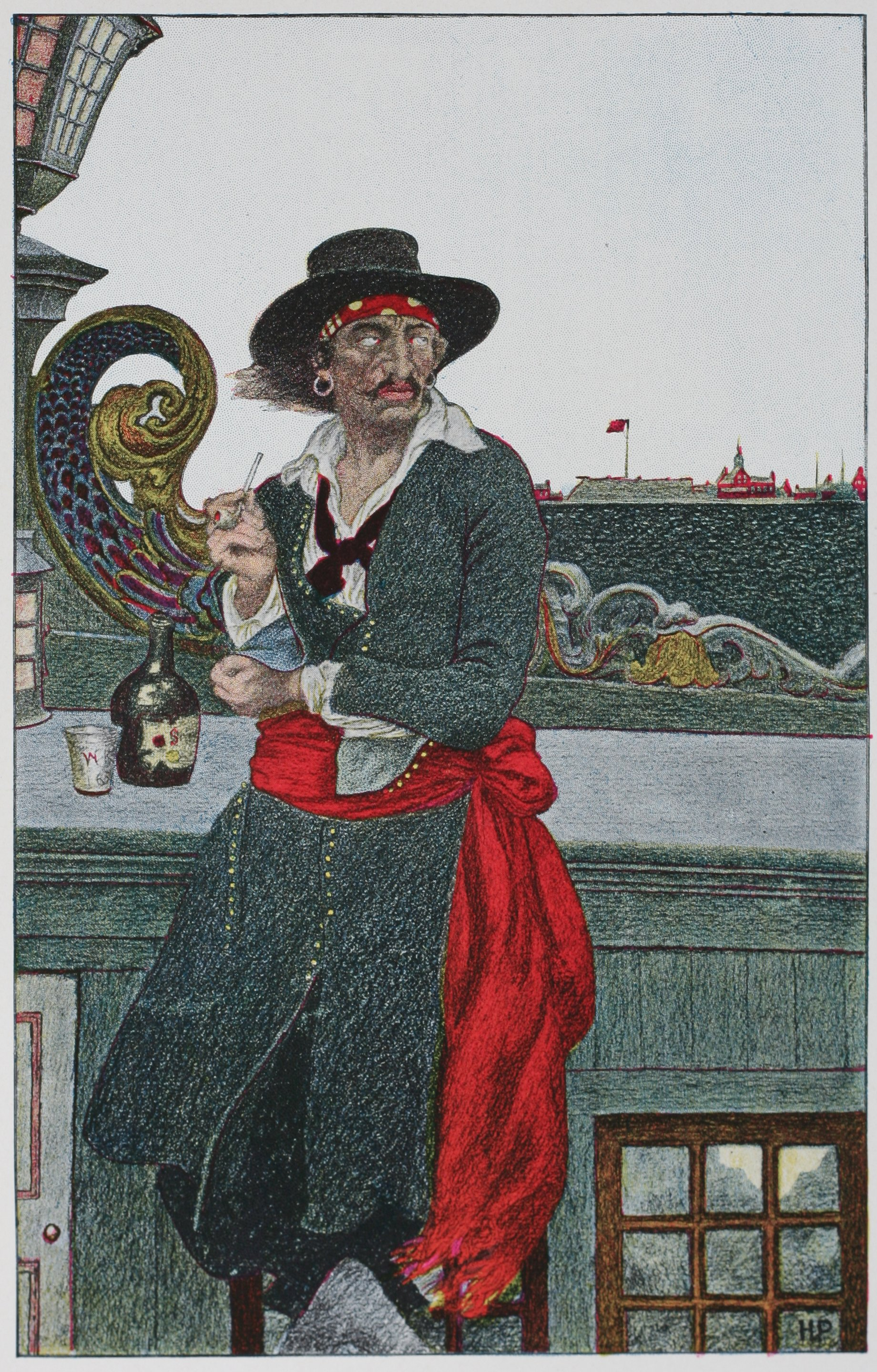
腰に赤いサッシュを巻いたキャプテン・キッド。ハワード・パイル著。1921年出版『カリブ海の海賊』から。

サッシュ（英語: sash）は、主に儀礼的な場面で身体に着用するリボンや帯の一種。大きくて色鮮やかな布で、肩から反対側の腰へ斜めにかけて、あるいはベルトのように腰に巻いて着用される。腰に巻くサッシュは日常で着用されることもある。儀礼的なサッシュには、両肩から垂らし胸や腹部のあたりで交差して着用するV字状のタイプもある。

## 貴族と文民における使用

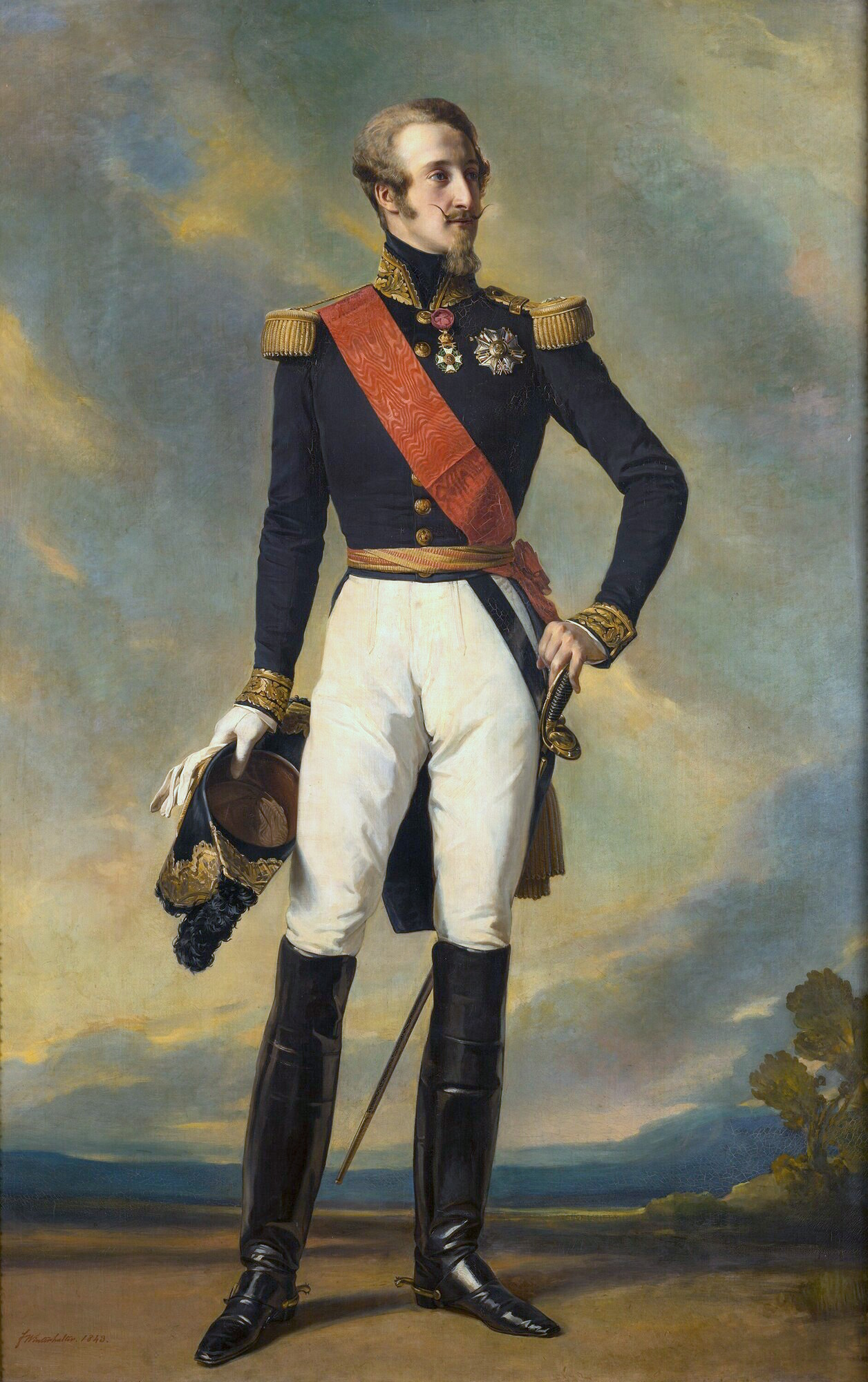
儀式用の軍服と赤いサッシュ（レジオンドヌール勲章）を身に着けるルイ・シャルル・ドルレアン (ヌムール公)。1840年代。

ラテンアメリカとアフリカには、大統領綬と呼ばれる特別なサッシュで大統領権を示す国々もある。フランスとイタリアでは、国旗を模したトリコロールのサッシュが、議員のような国家の公職者、地方の公的な地位にある者によって、公的な儀式の場で右肩にかける形で着用される。
16世紀以降、サッシュは公的な軍装の一部を形成している(バルドリックとして知られるソードベルトと カマーバンドと比較せよ)。ヨーロッパの王室の多くでは、サッシュを王室の(もしくは軍人の)レガリアとして着用している。レジオンドヌール勲章のようないくつかの勲章は、サッシュを最も古いグレードの徽章の一部として包含している。同様にイタリアの武官は、儀礼的な場面で、明るい青色のサッシュを右肩にかけて着用する。

## 軍人、武官への使用

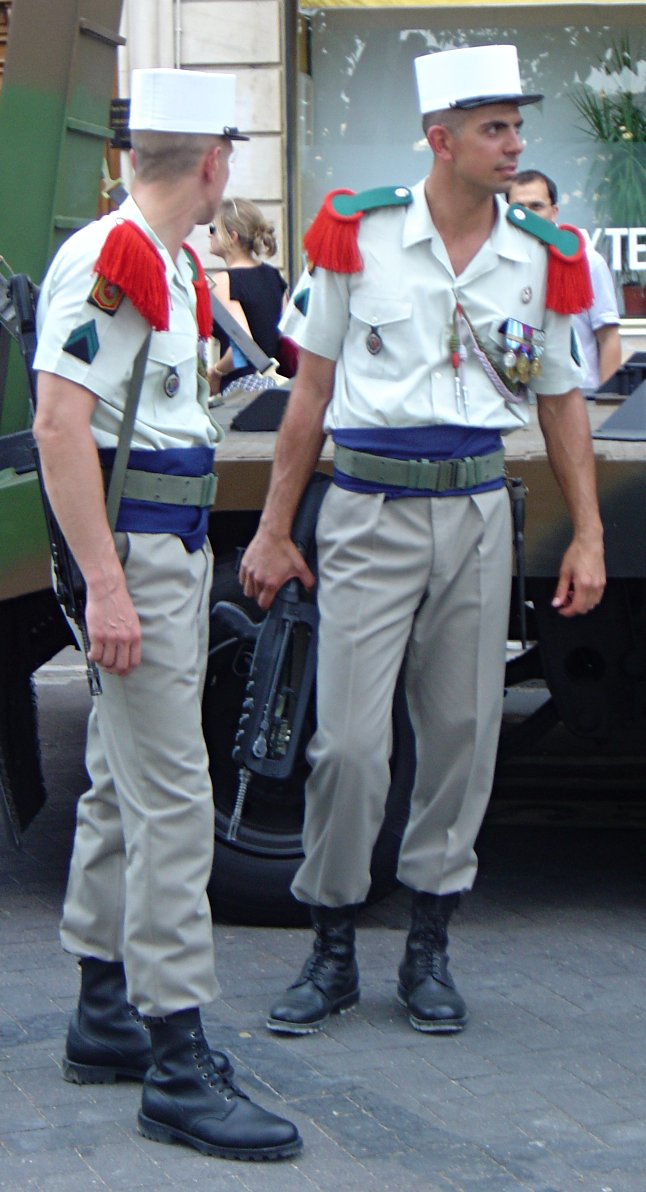
フランス外人部隊兵のパレード礼装。弾帯の下に巻いた青いサッシュは、かつて用いられていた青い毛布（ブーダン）を受け継いだもの。

サッシュはフランス陸軍のいくつかの連隊において軍事パレードのための服装において独特の特徴を持ったものになっている。腰回りに着用される暗い青色、あるいは赤色のものが、外国人部隊、 スパフィーの シャズール・ダフリーク とティレルーズのような軍団によって使用される。これらはフランス植民地統治下の北アフリカで独自に発展してきたものである。フランス領アルジェリア或いはズアーブ("ceinture de laine") の伝統においては、サッシュは長さは4m、幅は40cmである。歴史的にフランス・アフリカ軍おいて、腰に巻くサッシュは、青のものはヨーロッパ本土の者に、赤は現地の者に使用されてきた。

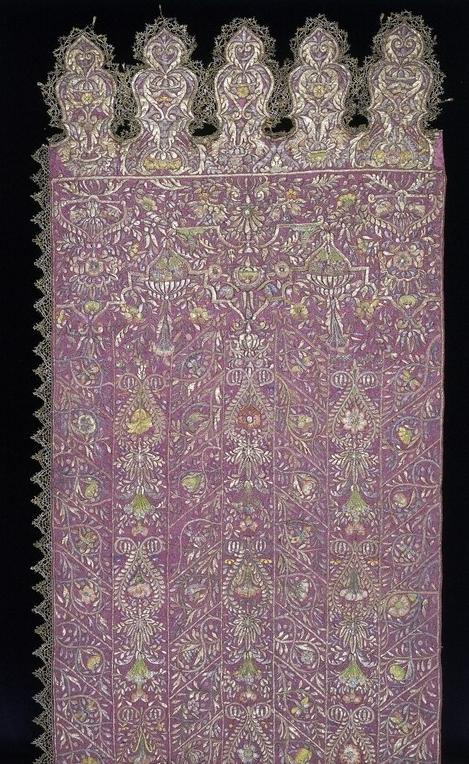
1635年から1642年までの精巧に刺繍されたサッシュ。

南北戦争のときに、暗紅色の絹のサッシュは士官を表すものであり、ウールの赤のサッシュは「常設のアメリカ陸軍 (Army Regulations of 1861)」の下士官を表すものであった。アメリカ合衆国の将軍は1917年までバフシルクのサッシュを着用していた。
アメリカ連合国陸軍（南軍）では、サッシュの色が着用者の地位や軍団を表していた。例えば、金は騎兵、バーガンディは歩兵、黒はチャプレン、赤は軍曹、緑あるいは青は衛生兵、灰色あるいはクリーム色は将軍といった具合である。the West Point Band Drum Majorを除いて、今日ウェスト・ポイントの士官候補生だけが、アメリカ合衆国陸軍において剣とサッシュを佩用する唯一の例となっており、唯一伝統を守っている。
近代のイギリス陸軍は、軍曹と歩兵連隊より上の者は右肩に襷掛けにする緋色のサッシュの着用を維持している。おなじ暗紅色の絹のネットの腰に巻くサッシュは、緋色の軍装をまとった フット・ガーズと暗青色の「第一種（"Number 1"）」軍装をまとった戦列歩兵によって着用される。イギリス連邦の陸軍もそれに倣っている。
現在の、インドとパキスタンの両国は広く、腰回りのサッシュを儀礼的な服装として使用している。その色も、連隊ないし兵科、着用されるターバンの色に合わせて、多様になっている。2色、それ以上の色が縦縞にサッシュに組み込まれたものが典型である。一方の端を緩くするか、装飾的な房飾りがついている。特徴的な連隊のサッシュの着用の実践は19世紀終わりまでさかのぼれる。
上記のものに加えて、他の近代陸軍が腰回りのサッシュを士官の儀礼的な制服として維持している。ノルウェー（暗赤色のサッシュ）、スウェーデン（黄色と青のサッシュ）、ギリシャ（明るい青色と白のサッシュ）、オランダ（オレンジ色のサッシュ）、ポルトガル（暗紅色のサッシュ）、スペイン（赤と金色のサッシュ）など。
スペインのRegulares (スペイン領モロッコで徴発したかつての植民地連隊を起源とする歩兵) は歴史的な腰回りのサッシュを全ての階級において維持し、その色は部隊によって多様化している。
1914年まで、腰回りの独自の国の色のサッシュは、平時の階級を示すものとして、ドイツ帝国、オーストリア＝ハンガリー帝国とロシア帝国の陸軍で着用されていた。日本の士官は1940年まで正装において使用していた。
サッシュに似たクロスベルト（サスペンダー）はオランダのDrum Majorsとイギリスとイギリス連邦の陸軍で使用されていた。これらの携帯は戦闘の栄誉の名を負うことを巻き込んでいた。

## 現代の市民文化での使用

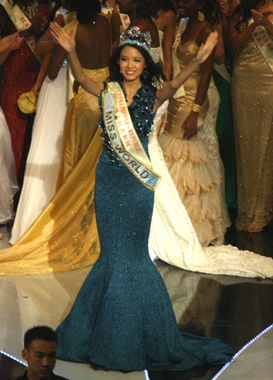
2本のサッシュを着けたミス・ワールド受賞者の張梓琳。2007年。

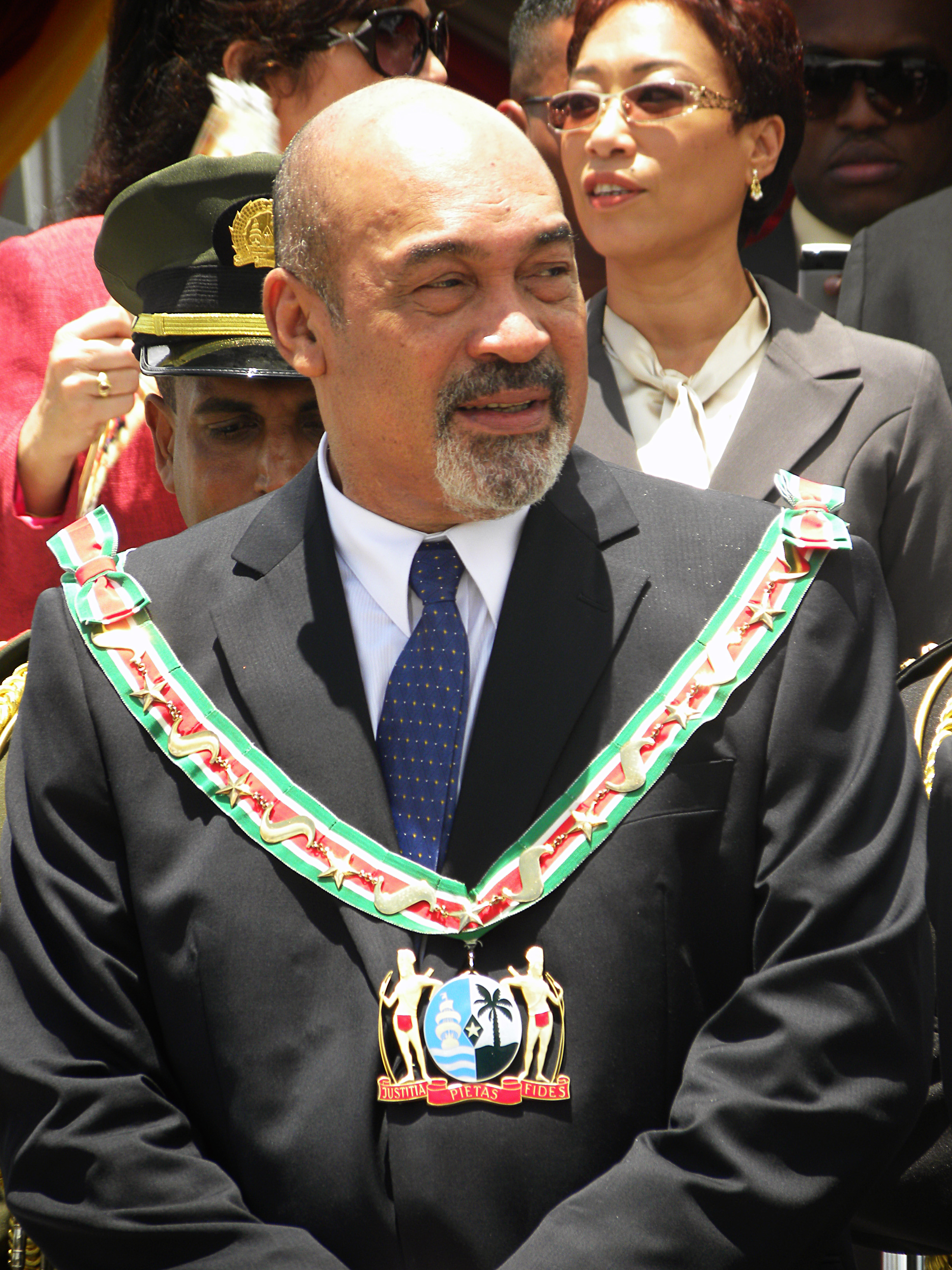
儀礼的なV字型のサッシュを着けたスリナムの大統領デシ・ボーターセ。

アメリカ合衆国では、サッシュはより多くの儀式的な用途に使用される一方で実用的な用途は減少してきた。ハイスクールの卒業式におけるホームカミングパレードで使用されたり、ミスコンテストで高成績の出場者に使用されたりする。 
カナダにおける手織りのサッシュ(ceintures fléchées、あるいは大量に生産されていた街にちなんで "L'Assomption sash" とも呼ばれる)は、18世紀のイロコイ族の使用していたベルトに由来する。このサッシュは、多用途に使える便利な道具として毛皮取引の場で利用され、取引先である北西部にも広まった。この時期に折り方はタイトになり、かつ4mを超える例もあるほどに大きくなり、よく着色された織り糸が用いられた。今日では、1837年のw:Lower Canada Rebellion Patriotesとメティの人々の象徴となっている。
アイルランド、特に北アイルランドでは、サッシュはオレンジ勲章の象徴である。オレンジ勲章のサッシュは、元来はイギリス軍によって着用されていた襷掛けの儀礼的なものであった。20世紀には、サッシュはV字の小さな首巻き(collarettes)に取って代わられたが、これらも一般に「サッシュ」と呼ばれつづけることとなった。このアイテムは'w:The Sash my Father Wore'という歌で知られている。
サッシュはガールスカウト、ボーイスカウトとミスコンテストの参加者によって着用されている。サッシュのバッジはスカウトの業績を示している。
サッシュは多くの国で外交官の制服（w:diplomatic uniform ）に使用されている。
日本におけるサッシュに相当するものは「帯」であり、着物や浴衣に使用される。また、ミス・コンテストの受賞者に対して贈られる襷のことを「サッシュ」と説明する場合もある。
多くの近代の中国のマーシャルアーツの流派では、日本で見られる帯による段位制度を模倣し、様々な色のサッシュが使用されている。

## 勲章
サッシュは 大十字勲章あるいは騎士団勲章 のあるいは メリット勲章の指標である。サッシュは通常、右肩から左臀部へと襷掛けに着用される。伝統的な法令によって、反対に左肩に着用するものもある。 

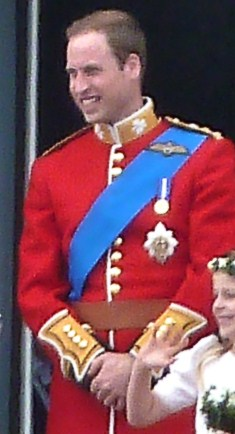
青い大綬と星章を着けたケンブリッジ公ウィリアム王子。

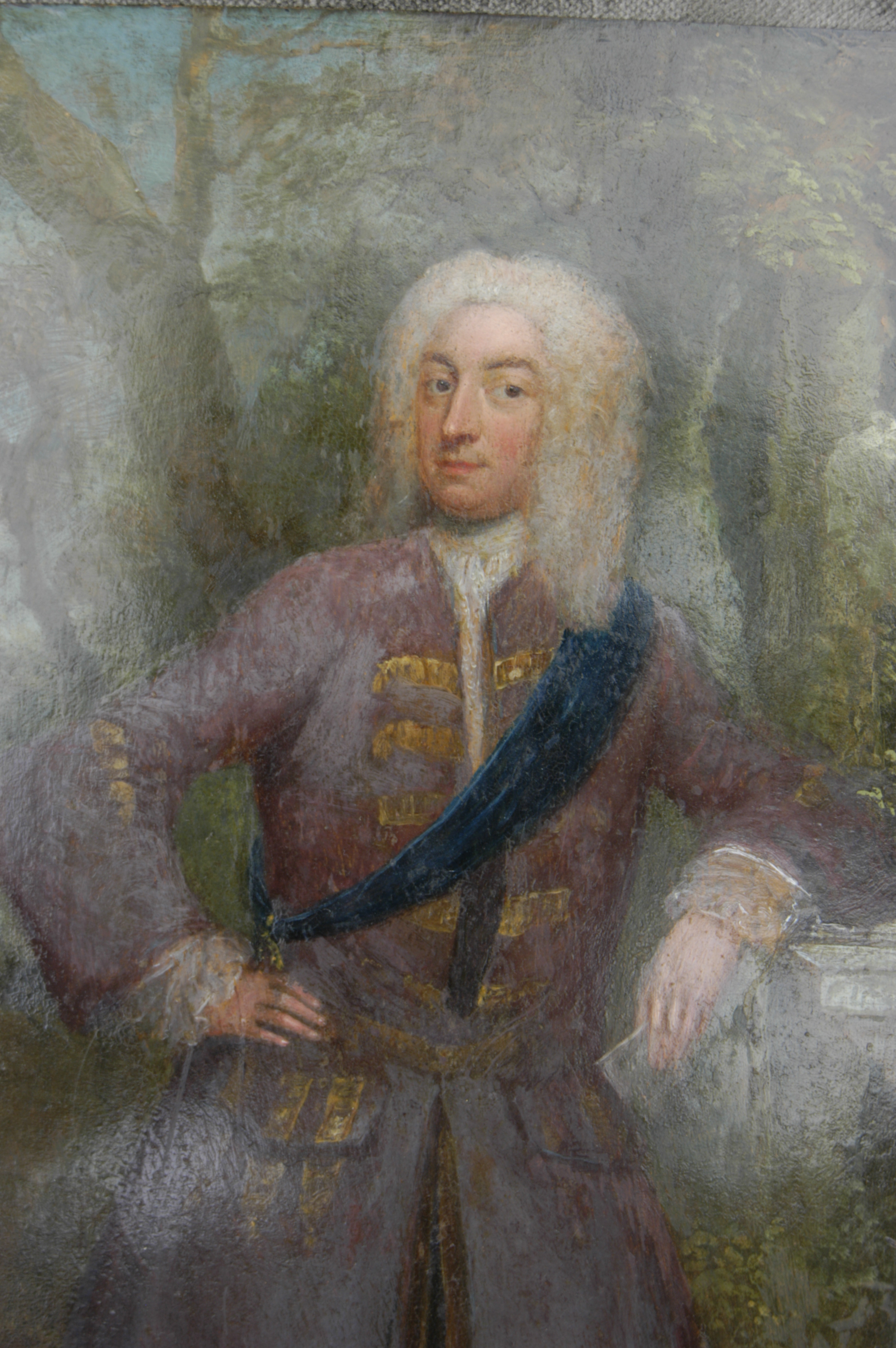
ガーターサッシュを着けた1720年代のガーター騎士。

## 左肩に着用するサッシュのある勲章
ヨーロッパ: 
- デンマーク :  エレファント勲章[10]
- アイスランド :  ファルコン勲章 [11]
- セルビア王国 :  白鷲勲章[12]
- イギリス :  ガーター勲章
- イギリス (スコットランド) :  シッスル勲章 [13]

アジア: 
- 韓国 : 無窮花大勲章[14]
- タイ : 大チャクリー勲章 [15]
- タイ : チュラチョームクラーオ勲章 [16][17]
- タイ :勲特等ナイト・グランド・コードンは左肩にかける、しかし勲一等ナイト・グランド・クロスは右肩にかける。
  - 白象勲章 [18]
  - タイ王冠勲章 [19]

マレーシア:
| マレーシア連邦 | マレーシア連邦 | マレーシア連邦 | マレーシア連邦                     | マレーシア連邦                     | マレーシア連邦             | マレーシア連邦       |
| 装飾 | 装飾 | 栄典           | 階級                               | 階級                               | 綬                         | ソース               |
| --- | --- | -------------- | ---------------------------------- | ---------------------------------- | -------------------------- | -------------------- |
| 最も高貴で最も輝かしいマレーシア王室勲章 Darjah Kerabat Diraja Malaysia                                                                              | 最も高貴で最も輝かしいマレーシア王室勲章 Darjah Kerabat Diraja Malaysia                                                                              | DKM            | Recipient                          | Recipient                          |                            | [ 20 ] [ 21 ]        |
| 最も高貴な王冠領勲章 Darjah Utama Seri Mahkota Negara                                                                                                | 最も高貴な王冠領勲章 Darjah Utama Seri Mahkota Negara                                                                                                | DMN            | Recipient                          | Recipient                          |                            | [ 21 ] [ 22 ]        |
| ケダスルタン国 | |                |                                    |                                    |                            |                      |
| 最も輝かしいケダ王室勲章 Darjah Kerabat Yang Amat Mulia Kedah                                                                                        | 最も輝かしいケダ王室勲章 Darjah Kerabat Yang Amat Mulia Kedah                                                                                        | DK             | Member                             | Member                             |                            | [ 23 ]               |
| クランタンスルタン国 | |                |                                    |                                    |                            |                      |
| 最も尊貴な クランタン王室勲章 (Al-Yunusi Star) Darjah Kerabat Yang Amat di-Hormati (Bintang al-Yunusi)                                               | 最も尊貴な クランタン王室勲章 (Al-Yunusi Star) Darjah Kerabat Yang Amat di-Hormati (Bintang al-Yunusi)                                               | DK             | Recipient                          | Recipient                          |                            | [ 24 ] [ 25 ]        |
| ヌグリ・スンビランスルタン国 | |                |                                    |                                    |                            |                      |
| 最も輝かしい ヌグリ・スンビラン王室勲章 Darjah Kerabat Neegri Sembilan Yang Amat di-Mulia                                                            | 最も輝かしい ヌグリ・スンビラン王室勲章 Darjah Kerabat Neegri Sembilan Yang Amat di-Mulia                                                            | DKNS           | Member                             | Member                             |                            | [ 26 ]               |
| ヌグリ・スンビラン勲章 - Darjah Negeri Sembilan | |                |                                    |                                    |                            |                      |
| Darjah Tertinggi Negeri Sembilan | Darjah Tertinggi Negeri Sembilan | DTNS           | Paramount                          | Paramount                          |                            | [ 27 ]               |
| Darjah Mulia Negeri Sembilan | Darjah Mulia Negeri Sembilan | DMNS           | Illustrious                        | Illustrious                        |                            | [ 27 ]               |
| パハンスルタン国 | |                |                                    |                                    |                            |                      |
| 最も輝かしいパハン王室勲章 Darjah Kerabat Yang Maha Mulia Utama Kerabat di-Raja Pahang                                                               | 最も輝かしいパハン王室勲章 Darjah Kerabat Yang Maha Mulia Utama Kerabat di-Raja Pahang                                                               | DKP            | Member (Ahli)                      | Member (Ahli)                      |                            | [ 28 ] [ 29 ]        |
| 最も尊貴なパハン王室インドラの王冠勲章 Darjah Kerabat Sri Indra Mahkota Pahang Yang Amat di-Hormati                                                  | 最も尊貴なパハン王室インドラの王冠勲章 Darjah Kerabat Sri Indra Mahkota Pahang Yang Amat di-Hormati                                                  | DK I           | Member 1st class                   | Member 1st class                   |                            | [ 28 ] [ 29 ]        |
| ペラスルタン国 | |                |                                    |                                    |                            |                      |
| 最も尊貴なペラ王室勲章 Darjah Kerabat di-Raja Yang Amat di-Hormati                                                                                   | 最も尊貴なペラ王室勲章 Darjah Kerabat di-Raja Yang Amat di-Hormati                                                                                   | DK             | Member (Ahli)                      | Member (Ahli)                      | (before 2001) (after 2001) | [ 30 ] [ 31 ] [ 32 ] |
| 最も尊貴なペラ王室スルタン・アズラン・シャー勲章 Darjah Kerabat Sultan Azlan Shah Perak Yang Amat di-Hormati                                         | 最も尊貴なペラ王室スルタン・アズラン・シャー勲章 Darjah Kerabat Sultan Azlan Shah Perak Yang Amat di-Hormati                                         | DKSA           | Superior class                     | Superior class                     |                            | [ 33 ] [ 34 ]        |
| 最も尊貴なアズラニー王室勲章 Darjah Yang Teramat Mulia Darjah Kerabat Azlanii                                                                        | 最も尊貴なアズラニー王室勲章 Darjah Yang Teramat Mulia Darjah Kerabat Azlanii                                                                        | DKA I          | Member First Class                 | Member First Class                 |                            | [ 35 ]               |
| プルリススルタン国 | |                |                                    |                                    |                            |                      |
| 最も尊貴な プルリス王室勲章 Darjah Kerabat di-Raja Perlis Yang Amat Amat di-Hormati                                                                  | 最も尊貴な プルリス王室勲章 Darjah Kerabat di-Raja Perlis Yang Amat Amat di-Hormati                                                                  | DKP            | Recipient                          | Recipient                          |                            | [ 36 ]               |
| 最も尊貴なサイド・プトラ・ジャマルラリ勇敢王子プルリス王室勲章 Darjah Kerabat Perlis Baginda Tuanku Syed Putra Jamalullail Yang Amat Amat di-Hormati | 最も尊貴なサイド・プトラ・ジャマルラリ勇敢王子プルリス王室勲章 Darjah Kerabat Perlis Baginda Tuanku Syed Putra Jamalullail Yang Amat Amat di-Hormati | DK             | Recipient                          | Recipient                          |                            | [ 37 ]               |
| セランゴールスルタン国 | |                |                                    |                                    |                            |                      |
| 最も尊貴なセランゴール王室勲章 - Darjah Kerabat Selangor Yang Amat di-Hormati                                                                        | |                |                                    |                                    |                            |                      |
| Darjah Kerabat Selangor Pertama | Darjah Kerabat Selangor Pertama | DK I           | First Class                        | First Class                        |                            | [ 38 ] [ 39 ]        |
| Darjah Kerabat Selangor Kedua | Darjah Kerabat Selangor Kedua | DK II          | Second Class                       | Second Class                       |                            | [ 40 ]               |
| トレンガヌスルタン国 | |                |                                    |                                    |                            |                      |
| 最も高貴なトレンガヌ王室至上勲章 (10/03/1981) Darjah Utama Kerabat di-Raja Terengganu Yang Amat di-Hormati                                           | 最も高貴なトレンガヌ王室至上勲章 (10/03/1981) Darjah Utama Kerabat di-Raja Terengganu Yang Amat di-Hormati                                           | DKT            | Member (Ahli)                      | Member (Ahli)                      |                            | [ 41 ]               |
| 最も傑出した トレンガヌ王室勲章 (19/06/1962) Darjah Kebesaran Kerabat Terengganu Yang Amat Mulia                                                     | 最も傑出した トレンガヌ王室勲章 (19/06/1962) Darjah Kebesaran Kerabat Terengganu Yang Amat Mulia                                                     | DK I           | Member 1st class Ahli Yang Pertama | Member 1st class Ahli Yang Pertama |                            | [ 42 ]               |

## 現在の勲章のサッシュで分類された例
| 虹の順に分類された色 : | 白 | 赤 | 橙 | 黄 | 緑 | 青 | 紫紺 | 紫 | 黒 |
| 虹の順に分類された色 : |    |    |    |    |    |    |      |    |    |

| 白                                            | 白                                        | 白                                                                 | 白                                  | 白                                                |
| --------------------------------------------- | ----------------------------------------- | ------------------------------------------------------------------ | ----------------------------------- | ------------------------------------------------- |
| () ダンネブロ勲章                             | () グリマルディ勲章                       | () ヴィータウタス大王勲章                                          | / () イサベル・ラ・カトリカ勲章     | () 自由勲章                                       |
| 赤                                            |                                           |                                                                    |                                     |                                                   |
| () 金羊毛勲章                                 | () キリスト勲章                           | () レジオンドヌール勲章                                            | () フィンランド獅子勲章             | () ルクセンブルク大公国メリット勲章               |
| () オーストリア共和国への奉仕に対する名誉勲章 | () 聖カルロ勲章                           | () 五月勲章                                                        | () 白獅子勲章                       | () トンガ王冠勲章                                 |
| () ポウオノ王室勲章                           | () 聖オラーフ勲章                         | () ソブーザ二世国王王室勲章                                        | () エスワティニ軍事勲章             | () カンボジア王室勲章                             |
| () ドイツ連邦共和国メリット勲章               | / () ロゴー勲章                           | () 白象勲章                                                        | () ゴールデンハート勲章             | () 「燃える槍勲章（Order of the Burning Spear）」 |
| () 菊花章                                     | / () リヒテンシュタイン大公国メリット勲章 | () ルーマニア星勲章                                                | () 大聖グレゴリウス勲章             | () 黄金拍車勲章                                   |
| 他の色調の赤色: 緋色 / 桃色                   |                                           |                                                                    |                                     |                                                   |
| () バス勲章                                   | () 王冠勲章                               | () 白星勲章                                                        | () 最も神聖なる受胎告知騎士団勲章   | () チュラチョームクラーオ勲章                     |
| 橙                                            |                                           |                                                                    |                                     |                                                   |
| () フェニックス勲章                           | () オラニエ家勲章                         | () 忠誠とメリット勲章                                              | () 竜王勲章                         | () 国民メリット勲章                               |
| () 宝冠章                                     | () リトアニア大公ゲディミナス勲章         | () オラニエ＝ナッサウ勲章                                          | () 王冠勲章                         | () フェニックス勲章                               |
| 黄 / 黄金 / 山吹色                            |                                           |                                                                    |                                     |                                                   |
| () アステカの鷲勲章                           | () 大チャクリー勲章                       | () シー・エレファント勲章（Royal Order of the Great She-Elephant） | () 雷竜王勝利メダル                 | () ロイヤル・モニサラポン勲章                     |
| () トンガ王室勲章                             | () ラーチャミトラーポーン勲章             | () マリ国民勲章                                                    | () メリット勲章                     | () エスワニティ王室勲章                           |
| (-) ナッサウ家金獅子勲章                      | () 善行勲章                               | () エリザベス2世女王勲章                                           | () ゴールデン・ハート勲章           | () 共和国令勲章                                   |
| 緑                                            |                                           |                                                                    |                                     |                                                   |
| () シッスル勲章                               | () アヴィス勲章                           | () アンデスのコンドル勲章                                          | () 聖マウリッツィオ・ラザロ勲章     | () 獅子勲章                                       |
| () 王冠勲章                                   | () イタリア共和国メリット勲章             | () ハンガリー共和国メリット勲章                                    | () ディレクグンブホルン勲章         | () ヨルダンの星勲章                               |
| 青                                            |                                           |                                                                    |                                     |                                                   |
| () ノルウェー王室メリット勲章                 | () フィンランド白薔薇勲章                 | () テラ・マリア十字勲章                                            | () 塔と剣勲章                       | () ポーランド共和国メリット勲章                   |
| () メリット勲章                               | () チリ・メリット勲章                     | () ガーター勲章                                                    | () 神聖な精神勲章                   | () 白鷲勲章                                       |
| () セラフィム勲章                             | () サローテ・トゥポウ三世女王勲章         | () エレファント勲章                                                | () 南十字星勲章                     | () 最も厳かな モシェシェ勲章                      |
| () リオ・ブランコ勲章                         | () 救世主勲章                             | () 自由将軍サンマルティン勲章                                      | / () 市民メリット勲章               | / () カルロス3世勲章                              |
| () 信仰への奉仕勲章                           | (-) アフリカの星勲章                      | () ファルコン勲章                                                  | () ロイヤル・ヴィクトリア勲章       | / () タイ王冠勲章                                 |
| / () 王国の守護者勲章                         | / () マレーシアの王冠への忠誠勲章         | () 聖マイケル及び聖ジョージ勲章                                    | () 白二重十字勲章                   | () ピウス9世勲章                                  |
| () アドルフ・ファン・ナッサウ勲章             | () 名誉勲章                               | () ネーデルラントの獅子勲章                                        | () 三星勲章                         | () ヤロスラフ賢公勲章                             |
| () 北極星勲章                                 | () レオポルト2世勲章                      | () 王冠領勲章                                                      | () ナイル勲章                       |                                                   |
| 菫色 - 紫                                     |                                           |                                                                    |                                     |                                                   |
| () 剣の聖ヤコブ勲章                           | () レオポルト勲章                         | () 太陽勲章                                                        | () アル・フセイン・ビン・アリー勲章 | () マリア・ルイーザ王妃勲章                       |
| () 独立勲章                                   | () ヴァスコ・ヌニェス・デ・バルボア勲章   | (-) 獅子勲章                                                       | () 文化勲章                         | () レジオン・オブ・メリット勲章                   |
| 黒                                            |                                           |                                                                    |                                     |                                                   |
| () 聖墳墓勲章                                 | () マルタ騎士団勲功ソブリン勲章           | () ラーマ勲章                                                      | () メリット勲章                     | () 聖シルベスター勲章                             |
| 三色 / 複色                                   |                                           |                                                                    |                                     |                                                   |
| () メラネシアの星勲章                         | () エンリケ航海王子勲章                   | () ソロモン諸島勲章                                                | () 王冠勲章                         | () ブータン王室勲章                               |
| () ルネサンス最高勲章                         | () トミスラフ王大勲章                     | () イェルマ王妃大勲章                                              | () 自由勲章                         | () 最も丁重なるレソト勲章                         |